# Хоропуть
Хоропуть — річка в Білорусі у Добруському районі Гомельської області. Ліва притока річки Іпуті (басейн Дніпра).

## Опис
Довжина річки 45 км, похил річки 0,8 м/км , площа басейну водозбіру 528 км² , середньорічний стік 2,06 м³/с . Формується притоками та безіменними струмками.

## Розташування
Бере початок за 2 км на південно-західній стороні від села Червоний Орел. Тече переважно на північний захід і на південно-західній околиці міста Добруш впадає у річку Іпуть, ліву притоку річки Сожу.